# شهرستان یونگجینگ
شهرستان یونگجینگ (به لاتین: Yongjing County) یک شهرستان‌های جمهوری خلق چین در چین است که در ولایت خودمختار لینشیا هوئی واقع شده‌است.